# Fyodor Minin
Fyodor Alekseyevich Minin (em russo:  Федор Алексеевич Минин) (cerca de 1709 - depois de 1742) foi um explorador russo do Ártico.
Nos anos de 1730, Minin participou da Segunda Expedição de Kamchatka. Em 1736, juntou-se à unidade liderada por Dmitry Ovtsyn. Em 1738, estava encarregado de um grupo de exploradores, que delineariam a linha costeira leste do Oceano Ártico do rio Yenisei. Em 1738-1740, Minin fez uma tentativa de ir em torno da Península Taimyr do norte e alcançou 75°15'N. Com Dmitry Sterlegov, mapeou esta parte da linha costeira do Oceano Ártico.
Um cabo na Península Mamute, uma península, a Minina Skerries no Mar de Kara, um golfo, e uma montanha nos litorais da Península Taimyr levam o nome de Minin.